# Трудовой (Крымский район)
Трудово́й — хутор в Крымском районе Краснодарского края России. Входит в состав Молдаванского сельского поселения.

## География
Хутор Трудовой расположен в той части Крымского района, где к югу от Закубанской наклонной равнины начинается заметное повышение рельефа, переходящее в предгорья западной части Кавказских гор, изрезанные узкими долинами небольших рек, которые стекают с гор на север, к Варнавинскому сбросному каналу и Адагуму.
Хутор находится в небольшой лощине; к югу, юго-востоку и востоку, за несколькими невысокими холмами, расположена долина реки Кудако, на берегах которой стоят хутора Красный, Львовский и Никитинский. Восточнее Трудового, в устье долины и на Прикубанской равнине, раскинулось крупное село Киевское.
Северо-западнее хутора имеется господствующая высота 148,6 м, далее к западу — вновь речная долина, в которой течёт река Псиф. Приблизительно на широте хутора Трудового Псиф принимает свой правый приток, реку Прохладную. Ранее в этой части долины располагались небольшие поселения Советский и Ильичёвский. На сегодня на месте хутора Ильичёвского построена компрессорная станция «Казачья» Восточного маршрута системы газопроводов «Южный коридор». Долины рек — лесистые, растут дуб и сосна. 
В низовье реки Псиф (северное направление от хутора Трудового) находится село Кеслерово. Между Кеслерово и Киевским проходят автотрасса 03А-009 (бывшая Р252) Крымск—Джигинка и линия Северо-Кавказской железной дороги (перегон Киевский—Варениковская). Также ранее между долинами Кудако и Псифа, в тех местах, где наклонная равнина начинает переходить в предгорье, располагались нефтепромыслы и буровые установки.
Юго-западнее Трудового, у дороги, ведущей от хутора дальше в предгорья, находятся хутора Безводный и Милютинский. Также Трудовой связан дорогой с хутором Львовским. Ранее северо-восточнее Трудового, у небольшого пруда, существовала птице-товарная ферма.

## История
По переписи 1926 года хутор Трудовой уже насчитывал 61 хозяйство, к началу Великой Отечественной войны — 70 хозяйств. Трудовой был оккупирован, вероятно, в 20-х числах августа 1942 года, в 1943 году хутор, как и все окрестные населённые пункты, входил в систему оборонительных укреплений так называемой «Голубой линии». В ходе Новороссийско-Таманской операции 16 сентября 1943 года 257-й отдельный танковый полк из состава 56-й армии, успешно преодолев минное поле у хутора Новый и форсировав реку Кудако, вышел к восточной окраине Трудового, атаковал противника в населённом пункте и овладел хутором и господствовавшей над ним высотой.
До муниципальной реформы Трудовой входил в Киевский сельский округ, с центром в селе Киевское. Впоследствии, однако, хутор вошёл в состав Молдаванского сельского поселения. При этом в Молдаванском сельском округе до реформы уже находился другой хутор Трудовой, находившийся рядом с хутором Даманка, южнее первого Трудового. В данных переписи 2010 года этот второй Трудовой учтён в составе Даманки как «бывший х. Трудовой ч. 2» — то есть, самостоятельным населённым пунктом он к моменту переписи не являлся, выступая, фактически, лишь как микрорайон Даманки (действительно, в Даманке даже числится «ул. Трудовая»). Таким образом, официально в составе Крымского района и Молдаванского сельского поселения остался один хутор Трудовой. В то же время, практика именования двух хуторов с одинаковым названием в границах одного района и одного сельского поселения — с уточняющим добавлением «часть 1» или «часть 2» — позволяет предположить, что, возможно, хутор Трудовой у Даманки, именующийся всегда именно как «хутор Трудовой (часть 2)», исторически возник как выселок хутора Трудового, расположенного севернее, у села Киевского.

## Население
| 1926 | 1999 | 2002 | 2010 |
| ---- | ---- | ---- | ---- |
| 331  | ↘101 | ↗165 | ↘138 |

В октябре 1925 года на хуторе проживал 301 человек: 147 мужчин и 154 женщины.
По данным переписи 1926 года, среди жителей хутора было 164 мужчины и 167 женщин, национальный состав был следующим: молдаване — 293 чел. (88,5 %); украинцы — 32 чел. (9,7 %); другие — 6 чел. (1,8 %).
По состоянию на 1988 год население хутора составляло до 100 человек.
На 1 января 1999 года на хуторе числился 101 постоянный житель и 120 временно пребывающих.
По данным переписи 2002 года, среди жителей хутора было 84 мужчины и 81 женщина, 45 % населения составляли русские, 28 % — турки.
По данным переписи 2010 года, среди жителей хутора было 74 мужчины и 64 женщины, национальный состав был следующим: русские — 83 чел. (60,1 %); турки — 48 чел. (34,8 %); также проживали греки и молдаване.

## Улицы
- Ул. Трудовая[21].

## Археологические памятники
- Курганная группа «Львовский-4» из 2 насыпей — к юго-востоку от Трудового, входит в совокупность из 10 курганов и курганных групп, сосредоточенных вокруг хутора Львовского.
- Курган «Трудовой-1» — к северо-западу от хутора.
- Курганная группа «Трудовой-2» из 3 насыпей — к юго-востоку от хутора.
- Городище «Фурожан» — к юго-востоку от хутора[22], представляет собой памятник предскифского периода (VIII век до н. э.)[23].